# I'm Afraid of Americans
«I'm Afraid of Americans» es una canción de David Bowie del álbum Earthling de 1997. La canción, coescrita por Bowie y Brian Eno, fue originalmente compuesta durante las sesiones de grabación del álbum de 1995 Outside pero no fue publicada hasta una versión remix que apareció en la película Showgirls, y fue subsecuentemente regrabada para Earthling.
En el vídeoclip de la canción, el cantante Trent Reznor de Nine Inch Nails persigue a Bowie frenéticamente por las calles de Nueva York.

## Créditos
- David Bowie: Voz
- Brian Eno: Sintetizadores
- Trent Reznor: Guitarra, bajo, batería